# Kidder Peabody
Kidder, Peabody & Co. était une entreprise américaine en valeurs mobilières, créée dans le Massachusetts en 1865. Ses activités comprenaient la banque d'investissement, le courtage et le commerce.
L'entreprise a été vendue à General Electric en 1986. Après de lourdes pertes, elle a ensuite été vendue à PaineWebber (en) en 1994. Après l'acquisition par PaineWebber, le nom de Kidder Peabody a été abandonné, mettant ainsi fin aux 130 ans de présence de l'entreprise à Wall Street. La plupart de ce qui était autrefois Kidder Peabody fait maintenant partie d'UBS AG, qui a acquis PaineWebber en novembre 2000.